# Хатсон, Джордж
Джордж Вильям Хатсон (англ. George William Hutson; 1889—1914) — британский легкоатлет, который на олимпийских играх 1912 года выиграл бронзовую медаль на дистанции 5000 метров. Также на Олимпиаде 1912 года принимал участие в командном кроссе, на котором он занял 8-е место по результатам финального забега, и в итоге с партнёрами стали бронзовыми призёрами. Чемпион Великобритании 1914 года в беге на 1 милю, а также четырёхкратный чемпион в беге на 4 мили, выигрывал в 1912, 1913 и 1914 годах.
Погиб на поле сражения, на территории пикардийской коммуны Венизель, во время Первой мировой войны.